# Samardžića mlinica, kuće i most na Grabu
Samardžića mlinica, kuće i most  nalaze na rječici Grab u selu Grabu, Grad Trilj.

## Opis
Mlinica obitelji Samadžić nalazi se desnoj obali rječice Grab. Mlinica je tipa kašikara-mlinica s horizontalnim mlinskim kolom. Građena je od kamena većih dimenzija, ujednačene veličine slaganog u horizontalne redove, dvostrešno drveno krovište pokriveno je dijelom utorenim crijepom, dijelom kamenom pločom. Na zgradi su dvoja dvokrilna i jedna jednokrilna vrata. Mlin ima šest mlinova koja su još uvijek u upotrebi i stupu koja se više ne koristi. Most uz mlinicu obitelji Samarđić ima dva otvora polukružna oblika. Građen je od lokalnog kamena sive boje slaganog u horizontalnim redovima. S uzvodne strane, na mjestu spajanja dvaju lukova, kameni je kljun. Nema prave ograde, zbog osiguranja je postavljen niz grubo obrađenih debljih kamenih ploča. Mostom, koji pripada tipologiji manjih mostova 19. stoljeća smještenih uz mlinice, se odvijao pješački promet.

## Zaštita
Pod oznakom Z-5134 zavedeni su kao nepokretno kulturno dobro - pojedinačna, pravna statusa zaštićena kulturnog dobra, klasificirano kao "javne građevine".